# Huiringua
La huiringua, kuiringua, kiringua, quiringua o cuiringua es un instrumento de percusión mexicano.
Consiste en un tronco de árbol ahuecado con los lados cerrados, con una ranura a largo del instrumento. El armazón se convierte en la cámara de resonancia de las vibraciones de sonido creadas cuando la ranura se golpea con dos mazos de madera. 

## Enlaces
- Foto de huiringua
- Quiringüicharo (enlace roto disponible en Internet Archive; véase el historial, la primera versión y la última).

- Datos: Q3393157